# Pixkínida
Els pixkínides, bixkínides o ahàrides foren una nissaga de màliks de l'Azerbaidjan a la ciutat d'Ahar i a la seva rodalia, territori que van governar de vers 1155 a 1226. Foren vassalls dels xaddàdides d'Arran i després dels ildegízides.
Descendien d'un noble georgià que fou capturat pel sultà seljúcida Alp Arslan en la seva expedició a Geòrgia (segurament la de l'any 1068) i que fou portat presoner a Pèrsia. Anys més tard un descendent, convertit a l'islam, assabentat el sultà de la seva noblesa, va rebre un tuman que consistia en set viles: Bishkin (Varavi), Khiyav, Alar, Arjaq (Arshaq ?), Ahar, Tegala i Kalayba. Foren vassalls dels atabeks ildeguízides de Tabriz. Segurament el primer que va tenir el tuman fou Bishkin ibn Muhàmmad.
El 1217 Osbeg fou expulsat d'Esfahan pel xa de Coràsmia Muhammad Ala al-Din; el seu vassall Nusrat al-Din Mahmud ibn Bishkin va portar les seves forces cap a l'Azerbaidjan permetent al seu senyor d'escapar. A Miyana, Nusart al-Din fou fet presoner pels coramis i portat a Hamadan. Informat de la lleialtat de Nusrat al-Din i la seva família, el xa de Coràsmia li va retornar les seves antigas possessions i li va concedir a mes de Ahar i Varavi i altres, la veïna Sarah (moderna Sarab) que en aquell moment pertanyia a Osbeg.
Alliberat, Nusrat al-Din no va dir res a Osbeg de la cessió de Sarah. Però quan el xa de Coràsmia Jalal al-Din Manguberti va deposar Osbeg i va ocupar Tabriz, Nusrat al-Din va exhibir el document que l'acreditava, que Jalal al-Din va acceptar, tractant a Nusrat amb simpatia ja que s'havien conegut durant la captivitat a Hamadan. Nusrat al-Din va passar al servei de conqueridor. Quan un dignatari dels atabeks va buscar refugi a Ahar, el lloctinent de Jalal al-Din, el brutal Sharaf al-Mulk, el va detenir. Quan l'eclau Boghdi es va revoltar en favor d'Osbeg, Nusrat al-Din va procurar la reconciliació del rebel amb Sharaf al-Mulk. Després no torna a aparèixer.
Ahar va caure en mans del xa de Coràsmia el 1126, i la dinastia es va acabar llavors o va subsistir fins a la conquesta mongola el 1231. El seu record es conserva en la ciutat de Meshkinxahr, a l'est d'Ahar.
La dinastia va encunyar moneda. Dos peces es troben al Museu britànic (del malik Bishkin) i 23 a l'Hermitage (6 de Bishkin, una de les quals esmenta Abu-Bakr, 11 de Mahmud Nusrat al-Din i altres 6 també d'aquest però constant el nom de Manguberti, datada la més recent el 1226).

## Llista de maliks
- Bishkin ibn Muhammad ?
- Nusrat al-Din Mahmud (a vegades citat com Muhammad), vers 1212-1226.

## referència
- A. A. Karang, A. A. "Ahar" Arxivat 2007-10-06 a Wayback Machine., Encyclopædia Iranica Online Edition.
- Vladimir Minorsky, (1951), "The Georgian Maliks of Ahar." BSOAS vol. 13/4, pp. 868–77.